# Eduard Fortunatus van Baden-Baden
Eduard Fortunatus van Baden-Baden (Londen, 17 september 1565 - kasteel Kastellaun, 8 juni 1600) was van 1575 tot 1588 markgraaf van Baden-Rodemachern en van 1588 tot 1594 markgraaf van Baden-Baden. Hij behoorde tot het huis Baden.

## Levensloop
Eduard was de zoon van markgraaf Christoffel II van Baden-Rodemachern en Cecilia van Zweden, dochter van koning Gustaaf I van Zweden. Hij kreeg zijn naam van koningin Elizabeth I van Engeland, die zijn peetmoeder was. Het eerste jaar van zijn leven verbleef hij in Hampton Court Palace in Engeland.
Toen zijn vader in 1575 overleed, werd Eduard Fortunatus markgraaf van Baden-Rodemachern. Zijn voogd, hertog Willem V van Beieren, gaf hem een katholieke opvoeding en in 1584 bekeerde hij zich van het lutheranisme naar het katholicisme, zoals zijn moeder eerder had gedaan.
De strijd tussen katholieken en protestanten verdeelde de familie van Eduard Fortunatus en op 15 november 1589 hield hij in het stadhuis van Baden-Baden een bijeenkomst om de claims van de katholieken (vertegenwoordigd door Johann Pistorius), de lutheranen (vertegenwoordigd door Andreä en Jacob Heerbrand) en de calvinisten (vertegenwoordigd door Schyrius) te bediscussiëren. De bijeenkomst zorgde er echter voor dat de standpunten van de drie partijen verhardden en dat er geen verzoening kwam. 
Op 13 maart 1591 huwde hij in Brussel niet-kerkelijk met Maria van Eicken (1569-1636), de dochter van gouverneur Joos vander Eycken van Breda. Het huwelijk werd pas op 14 mei 1593 geregulariseerd, nadat hij een dochter bij haar had gekregen. Ze kregen uiteindelijk vier kinderen, maar door de lagere stand van zijn echtgenote werden deze door markgraaf Ernst Frederik van Baden-Durlach niet erkend als erfgenamen.
In 1587 bezocht hij zijn familie in Zweden en begeleidde hij zijn neef Sigismund III, die kort daarvoor tot koning van het Pools-Litouwse Gemenebest was verkozen, naar Polen en in 1588 werd hij door Sigismund benoemd tot hoofd van de Poolse douane en de Poolse mijnen. 
Hetzelfde jaar erfde hij na de dood van zijn kinderloze neef, markgraaf Filips II, het markgraafschap Baden-Baden, waarna hij het markgraaf Baden-Rodemachern aan zijn jongere broer Filips III schonk. Als markgraaf had hij een wrede houding tegenover de lutheranen, verspilde hij de geldmiddelen van zijn gebied en daarenboven werd zijn huwelijk en zijn nakomelingen niet erkend door zijn familieleden. Om deze redenen veroverde markgraaf Ernst Frederik van Baden-Durlach in 1594 het markgraafschap Baden-Baden en zette hij Eduard Fortunatus af. Pas in 1622 zouden zijn zonen het markgraafschap Baden-Baden terug bemachtigen.
Eduard had grote schulden geërfd van zijn ouders, maar maakte ze alleen maar groter. Nadat hij zijn markgraafschap had verloren, leefde hij in verschillende kastelen en probeerde hij zijn geld te verhogen via muntstukken te slaan en alchemie en zwarte magie uit te proberen. Voor dit laatste liet hij Paul Pestalozzi uit Clavella en Mascarello van Chio uit Padua naar hem overkomen. Ook probeerde hij pijn bij Ernst Frederik te veroorzaken door met naalden te steken in een wassen beeld dat Ernst Frederik moest voorstellen. Ook zou Eduard verschillende pogingen hebben ondernomen om Ernst Frederik te laten vergiftigen. Ook zou hij in het kasteel Yburg de dochter van de slotvoogd misbruikt hebben en zo haar dood veroorzaakt hebben. Naar men zegt zou haar geest vandaag de dag nog in het kasteel ronddwalen. 
In 1597 werd hij naar Duitsland gezonden om voor de Spaanse regering huurlingen te zoeken. In 1598 nam hij deel aan de veldtocht die zijn neef Sigismund organiseerde om Zweden te heroveren op zijn oom Karel IX. In de slag bij Stångebro werd Eduard echter gevangengenomen door de Denen, waarna hij korte tijd gevangen werd gehouden.
In 1600 stierf Eduard in het kasteel Kastellaun als gevolg van een val van een stenen trap, mogelijk door dronkenschap.

## Nakomelingen
Eduard en Maria van Eicken kregen volgende kinderen:
- Anna Maria Lucretia (1592-1654)
- Willem (1593-1677), markgraaf van Baden-Baden
- Herman Fortunatus (1595-1665), markgraaf van Baden-Rodemachern
- Albrecht Karel (1598-1626)